# Viva Maria!
Viva Maria! (fr/br/pt) é uma comédia francesa, com co-produção norte-americana, de 1965 dirigido por Louis Malle e estrelada por Brigitte Bardot e Jeanne Moreau.

## Sinopse
Filmado em sua maioria em locações no México, o filme conta a história de Maria II (Bardot), a filha de um terrorista irlandês que acabou de perder o pai, que se encontra com Maria I (Moreau), uma cantora de circo, no interior de um país imaginário da América Latina, em 1907. Maria II resolve fazer parte do circo com Maria I e quando as duas fazem um número de canto, elas acidentalmente inventam o strip-tease, o que torna o circo famoso.
Durante suas aventuras com o circo, acidentalmente elas conhecem um líder revolucionário (Hamilton) socialista e as duas acabam se tornando líderes de uma revolução contra o ditador local, a igreja e o capitalismo.

## Elenco
- Brigitte Bardot...Maria II
- Jeanne Moreau...Maria I
- George Hamilton...Flores
- Claudio Brook
- Paulette Dubost
- Gregor von Rezzori
- Carlos López Moctezuma
- Poldo Bendandi

## Prêmios
- Jeanne Moreau e Brigitte Bardot concorreram ao BAFTA de melhor atriz estrangeira, na categoria comédia, por Viva Maria!. Moreau conquistou o prêmio.